# I'm Getting Used to You
«I'm Getting Used to You» es una canción grabada por la cantante estadounidense Selena para su álbum Dreaming of You. Fue escrita por Diane Warren y producida por Rhett Lawrence. El tema fue estrenado póstumamente el 26 de marzo de 1996 por EMI.

## Antecedes
La canción fue escrita por la compositora Diane Warren en clave de fa# menor con BPM de 100, y como el rango alcanzado por Selena al interpretarla fue de fa#3-fa#5, la canción fue elegida para ser el cuarto lanzamiento (el tercero en idioma inglés). A pesar de la gran demostración vocal de Selena, la pista no tuvo tanto éxito como los sencillos anteriores, pero logró alcanzar el puesto número 7 de popularidad en la lista de sencillos Billboard Bubbling Under Hot 100.

## Listado de canciones
US Maxi-CD
1. I'm Getting Used To You (versión del álbum) 	 4:03
2. I'm Getting Used To You (Def Radio Mix) 	 3:42
3. I'm Getting Used To You (Def Club Mix) 	 8:40
4. I'm Getting Used To You (Dub A Dub Mix) 	 6:48
5. I'm Getting Used To You (mezcla beatstrumental) 	 5:50

## Listas
| Lista (1996)                             | Posición más alta |
| ---------------------------------------- | ----------------- |
| Billboard Bubbling Under Hot 100 Singles | 7                 |
| Billboard Hot Adult Contemporary Tracks  | 23                |
| Billboard Rhythmic Top 40                | 27                |

## Personal
- Rhett Lawrence - arreglos y producción
- Selena - voz
- Nathaniel «Mick» Guzauski - mezclas
- Dan García - ingeniero de sonido
- Cal Harris Jr. - ingeniero asistente
- Rhett Lawrence - sintetizadores, batería y programación
- Luis Conte - percusión
- Jerry Hey, Dan Higgens, Gary Grant, Bill Reichenbac - cornos
- Janie Smith - coordinadora de producción:
- Chris Kohler - técnico informático